# Hieracium zizianum
Hieracium zizianum là một loài thực vật có hoa trong họ Cúc. Loài này được Tausch mô tả khoa học đầu tiên.